# 上手向村
上手向村（かみとうげむら）は、かつて岐阜県恵那郡にあった村である。
現在の恵那市山岡町上手向に該当する。

## 大字・字
- 大字:無し
- 字:瀬木、井の上、経塚、升田、日向、日向前、丁田、三つ石、石平前、石平、石平洞、狐塚、岩羽佐間、八つ田、野牛ケ洞、井戸洞、山之神、城ケ峯、掛地、一之明、高柳、竹の下、七切、石橋、向田、戸地洞、小洞、奥戸地洞、薬研、池ケ洞、桵、梅ケ洞、奥洞、圓坂、雨洗美、講念田、立岩、檞崎、永坂、於齟齬、梨木、丁内洞、源太洞、落ケ澤、東鹽坂、水晶ケ峯、はしばみ口、西ケ洞、扇田、中洞、無量寺洞、無量寺、地蔵縄手、曲淵、平床、大梅院、畳屋、東上市場、西上市場、久古、蔵王田、福神平、蔵王田上、蔵王ケ峯、御嶽ケ洞、八升蒔、はまゐ場、上浮坪、下浮坪、又平田、日やけ田、羽佐間、大功、あくま、神田、御屋敷、狸洞、野志越内、大洞、佛田、朴の木、山崎、根側、黒羽根、草原、取手、石ケ洞、五兵入、堂ケ洞、井之口、左場、佃ケ洞、さいかち、篠ケ洞、柳ケ洞、押田、押田洞、鳥居前、向畑、長楽寺、大正寺下、大正寺、姫口、別荘

## 歴史
- 奈良時代に大規模な寺院が造られた。手向廃寺(長楽廃寺)と呼ばれている。
- 平安時代は遠山荘の淡気郷の一部。
- 鎌倉時代〜戦国時代は明知遠山氏の領地。
- 江戸時代は旗本・明知遠山氏の知行地。
- 明治22年（1889年）7月1日 - 町村制により上手向村が発足。
- 明治30年（1897年）4月1日 - 馬場山田村、久保原村と合併し、遠山村が発足。同日上手向村は廃止。

## 神社
- 石平洞 手向神社 素戔嗚尊 創建不詳 延宝2年再建
- 押田洞 貴布禰神社 水波能売神 創建不詳 寛永2年11月再建
- 立岩 神明神社 天照大神 慶安5年勧請
- 姫口 八幡神社 応神天皇 元禄8年8月再建

## 寺院
- 圓徳寺(臨済宗妙心寺派)

## 教育
- 遠山尋常小学校 （遠山村立遠山小学校 → 山岡町立山岡東小学校。1964年に山岡西小学校と統合し、現・恵那市立山岡小学校）